# Meland
Meland é uma comuna da Noruega, com 91 km² de área e 5 861 habitantes (censo de 2005).         